# Сиделевская волость
Сиделевская волость — волость в составе Цивильского уезда Казанской губернии. Центр волости — село Шихазаны (поэтому волость также именовали Шихазанской волостью).

## История
Волость упоминается после 1781 года, в 1890-х годах.
Волость упоминается в справочнике «Волостныя, станичныя, сельския, гминныя правления и управления, а также полицейские станы всей России с обозначением места их нахождения», приводящем данные на 1913 год. Волость упоминается также в 1917 году.

## Состав
В составе волости, в период проведения переписи населения 1897 года, находились 27 населённых пунктов, среди них: деревня Сиделева, околоток Оженары, село Шихазаны, околотки деревни Шугурова: Манры-Касы, Казак-Касы и Ой-Боси, деревня Атнашево Нюргечи, околотки деревни Сиделевой Челкасы, деревня Малая Тугаева, околотки деревни Атишевой Шихраны, деревня Степная Янгильдина, околотки деревни Малые Бикшихи, деревня Большие Бикшихи, околоток Контор-Касы села Биболдино, околотки Вурман-Касы, Пуяк-Касы, Чирш-Касы, деревни Новые Латры, Новопоселенная Асхва, Вторые Хормалы, Ирдеменево-Кошки, околотки Шорданы и Выселок Новые Шорданы.